# Moviment de Resistència Afrikàner
El Moviment de Resistència afrikàner (afrikaans Afrikaanse Werstaands Beweging, AWB), és un partit polític sud-africà fundat el 1973 com a grup paramilitar de caràcter nacionalista afrikàner neonazi que ha fet manifestacions armades. Es declara preparat per usar la violència en defensa de la supremacia blanca. Ha boicotejat sistemàticament el diàleg per acabar amb l'apartheid i no ha participat a CODESA malgrat haver-ne estat convidat. Fonamentat inicialment en els principis de Verwoed que proposaven la separació total de races llevat en el pla econòmic, però ara són més partidaris d'un Boerestaat (Estat Bòer) que comprengui l'antiga República de Transvaal, Estat Lliure d'Orange i els districtes del nord del KwaZulu-Natal (Vryheid, Utrecht i Wakkerstrom).

## Història
Fou fundat el 1973 per dos policies afrikàner, Eugène Terre'Blanche i Jan Groenewald, membres del Herstigte Nasionale Party des del 1969 i fundadors del grupuscle radical Jong Afrikanerharte el 1963. El 1979 en creaarien la branca política, el Blanke Volkstaats Party (BVP) per tal de crear un estat autoritari afrikàner amb el Nord de Kaapland, Nord de Natal i les antigues repúbliques boers, i així lliurar els afrikàner de la plutocràcia anglojueva i de la democràcia. Adoptà l'antisemitisme i el nacional-socialisme, així com la bandera de tres sets en circle (neoesvàstica) i clama per la supervivència de la civilització blanca i cristiana. També proposaren un sistema representatiu de caràcter corporatiu només per a blancs.
El juny del 1983 Eugène Terre'Blanche serà condemnat a un any de presó i multat per tinença d'armes, i l'octubre a dos més per terrorisme. El 1987 va incrementar els seus lligams amb el Partit Conservador d'Andries Treurnicht i provocà incidents a mítings del Partit Nacional a Brits, Pieterburg i Warden. Però el gener del 1989 Terre'Blanche fou novament detingut per provocar estralls en un monument sota els efectes de l'alcohol. El juliol del 1990 fou detingut amb 11 militants afrikàner més, l'ex SS Heinrich Beissner, militant de l'AWB, per intentar un complot per assassinar de Frederik de Klerk, mentre el seu cap de milícies, Servaas de Wet, fa crides a proclamar la III Guerra Bòer.
D'aquest grup en sorgiren escissions com el Blanke Bevrydings Beweging (Moviment de Protecció Blanca, BBB) el 1987 i el Boere Vryheids Beweging (Moviment d'Alliberament Bòer, BVB) el 1989. El 1991 es negà a participar en la Convenció per una Sud-àfrica Democràtica (CODESA) i el 29 de gener del 1992 foren detinguts Eugène Terre'Blanche i nou activistes més de l'AWB i d'Afrikaner Kommando per tinença d'explosius. El 26 de juliol uns 500 afrikàner comandats per Eugène Terre'Blanche (AWB), Constand Viljoen (AVF) i Ferdi Hartzenberg (KP) assaltaren amb un blindat un edifici on es reunia CODESA a Johannesburg. Després de cantar Die Stem es retiraren i ningú no fou detingut.
L'incident més greu en què participaren militants del grup es produí el 13 de març de 1994 a Mmabatho, capital de Bophuthatswana, quan Lucas Mangope intentà independitzar-se efectivament del govern sud-africà. Hagué de fugir i tres militants del moviment que hi anaren a donar-li suport (Alwyn Olfaardt, Fance Uys i Sarel Foure) foren morts per la multitud. Terre'Blanche participà en diverses manifestacions en demanda d'un Estat Bòer el 1994 i el 1995, però els minsos resultats dels partits afrikàner a les eleccions sud-africanes i el fet que el seu cap fos empresonat per delictes comuns del 1997 al 2004 van fer perdre força al moviment.